# Blandfordia punicea
Blandfordia punicea là một loài thực vật có hoa trong họ Blandfordiaceae. Loài này được (Labill.) Sweet mô tả khoa học đầu tiên năm 1830.

## Hình ảnh

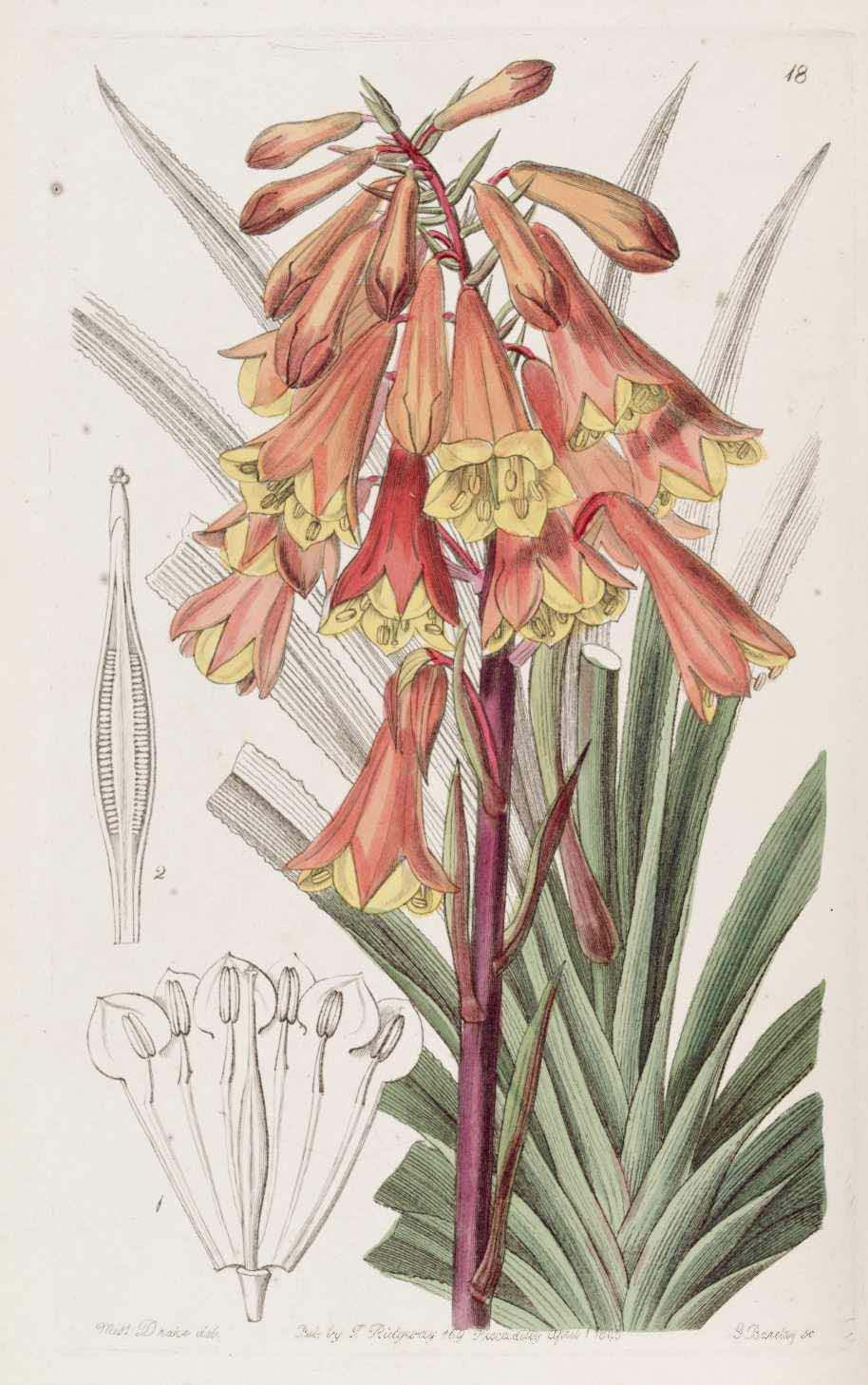